# 新米爾霍羅德
新米爾霍羅德（羅馬化：Novomyrhorod），又按俄语读音译为新米尔哥罗德，是乌克兰中部基洛夫格勒州新烏克蘭卡區新米尔霍罗德市镇内的城市及该市镇的行政中心，2020年7月18日前为新米爾霍羅德區的行政中心。該市距離州府克羅皮夫尼茨基50公里，始建于1740年代，面積88.58平方公里，海拔高度141米，2022年人口数量为10,715人。

## 图集

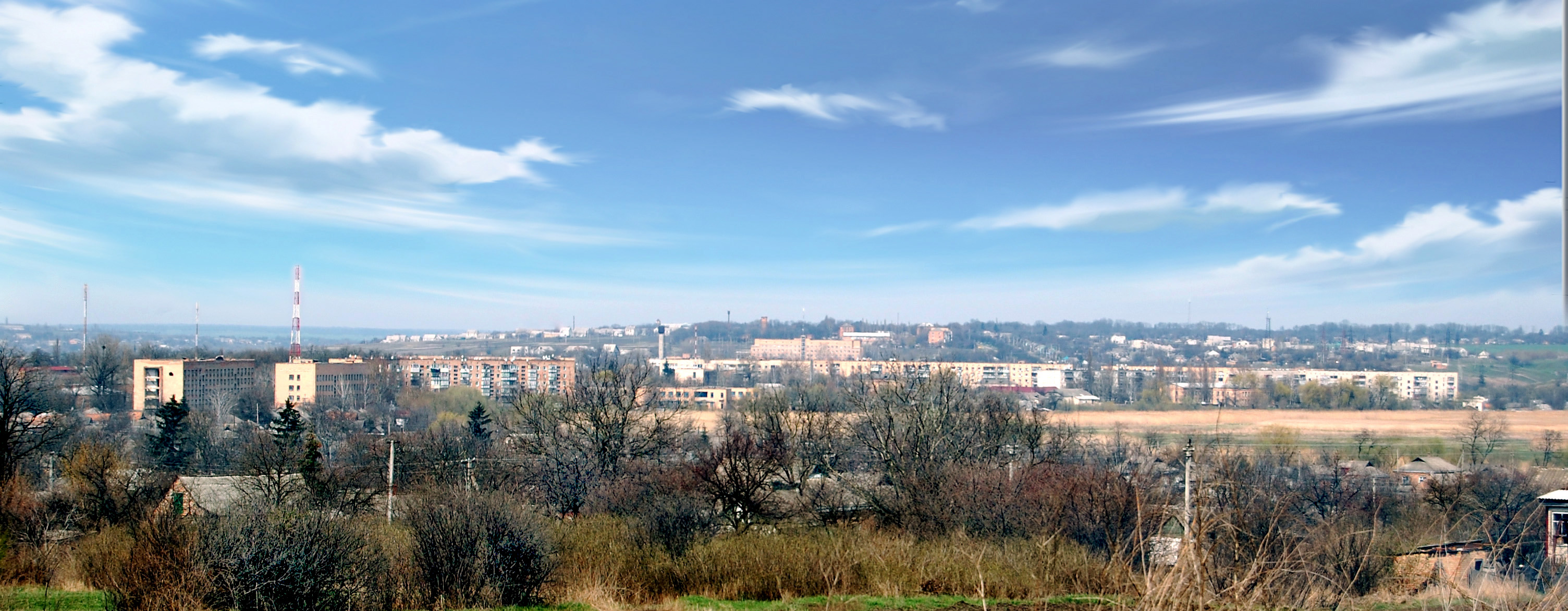
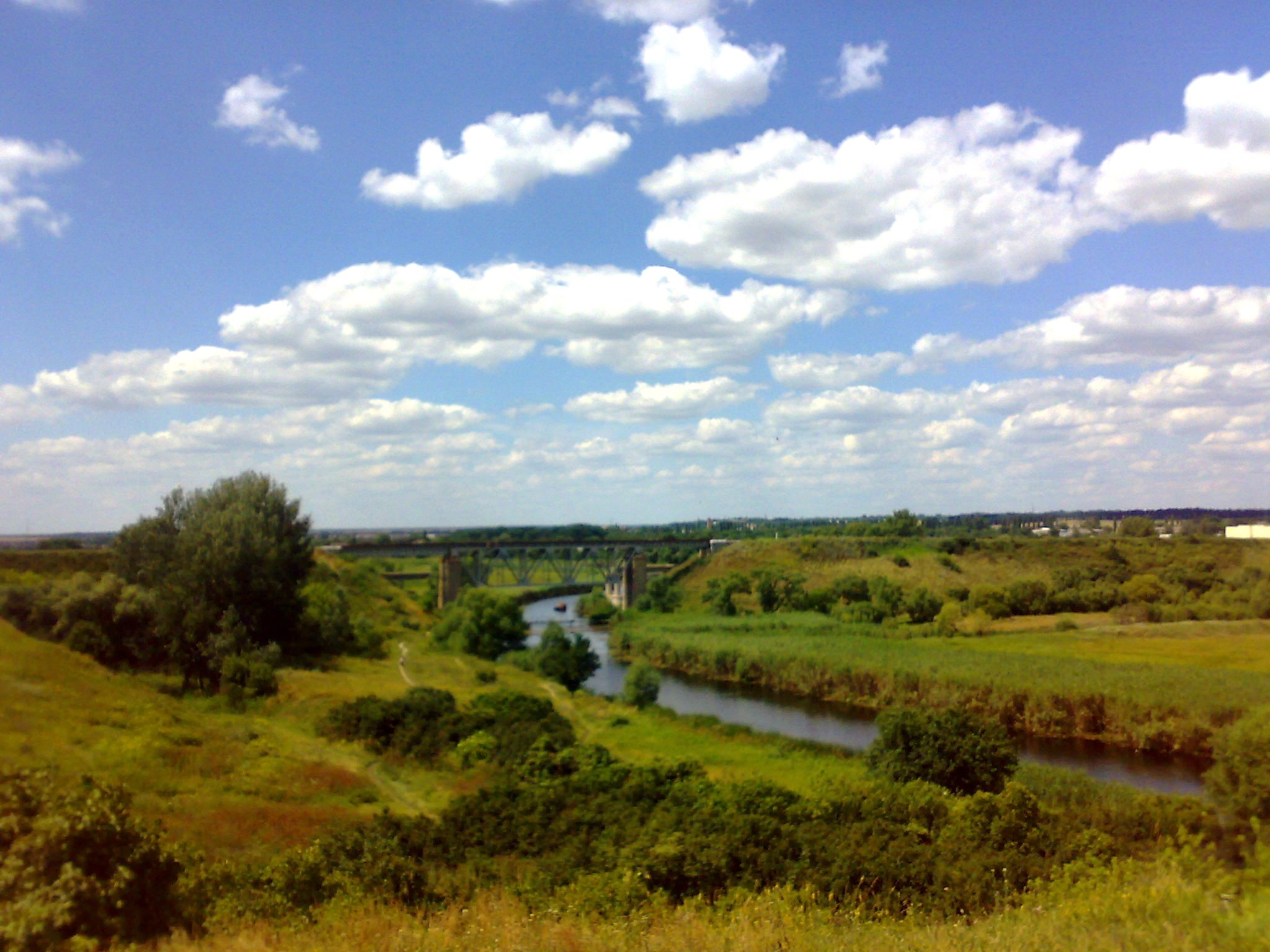
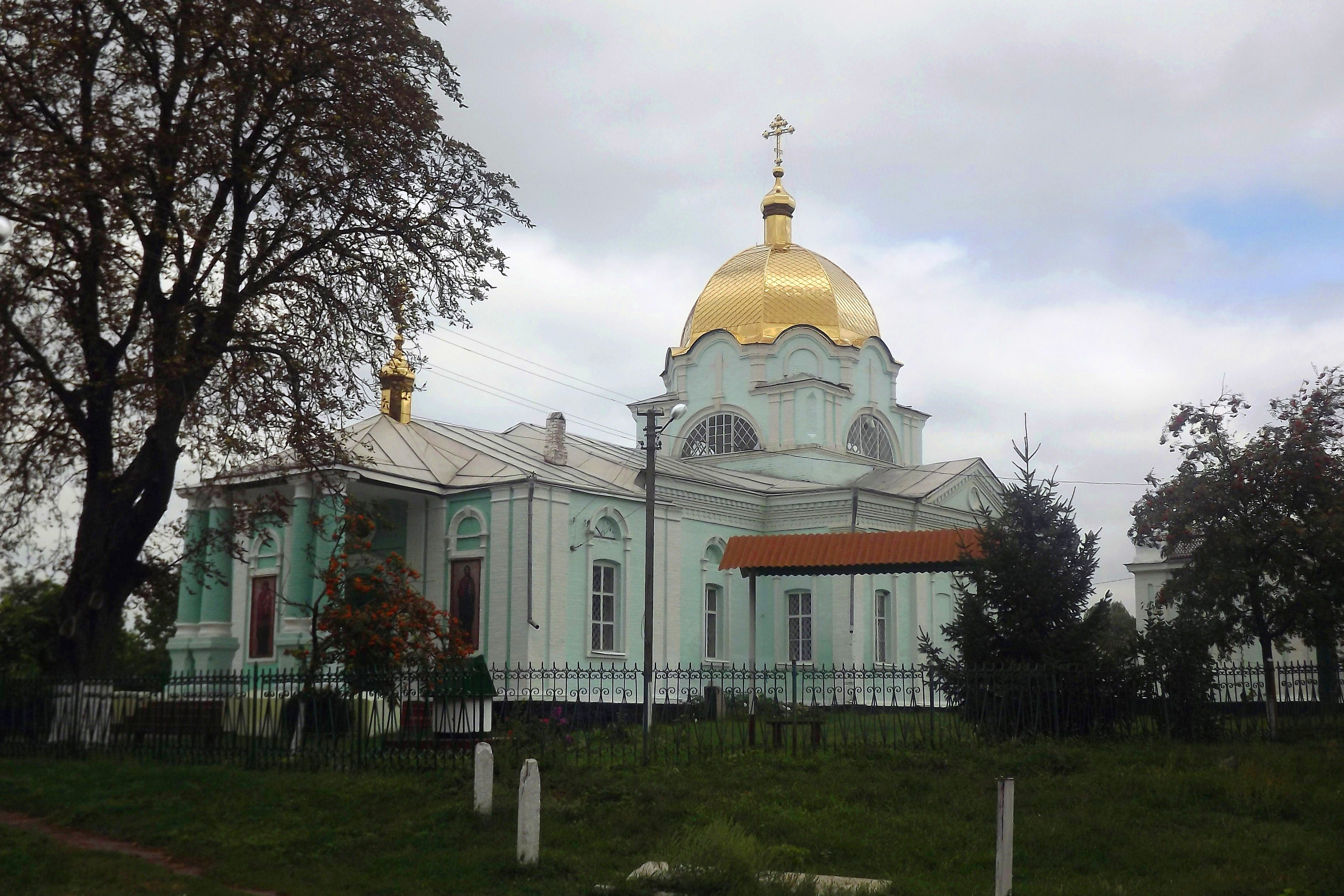
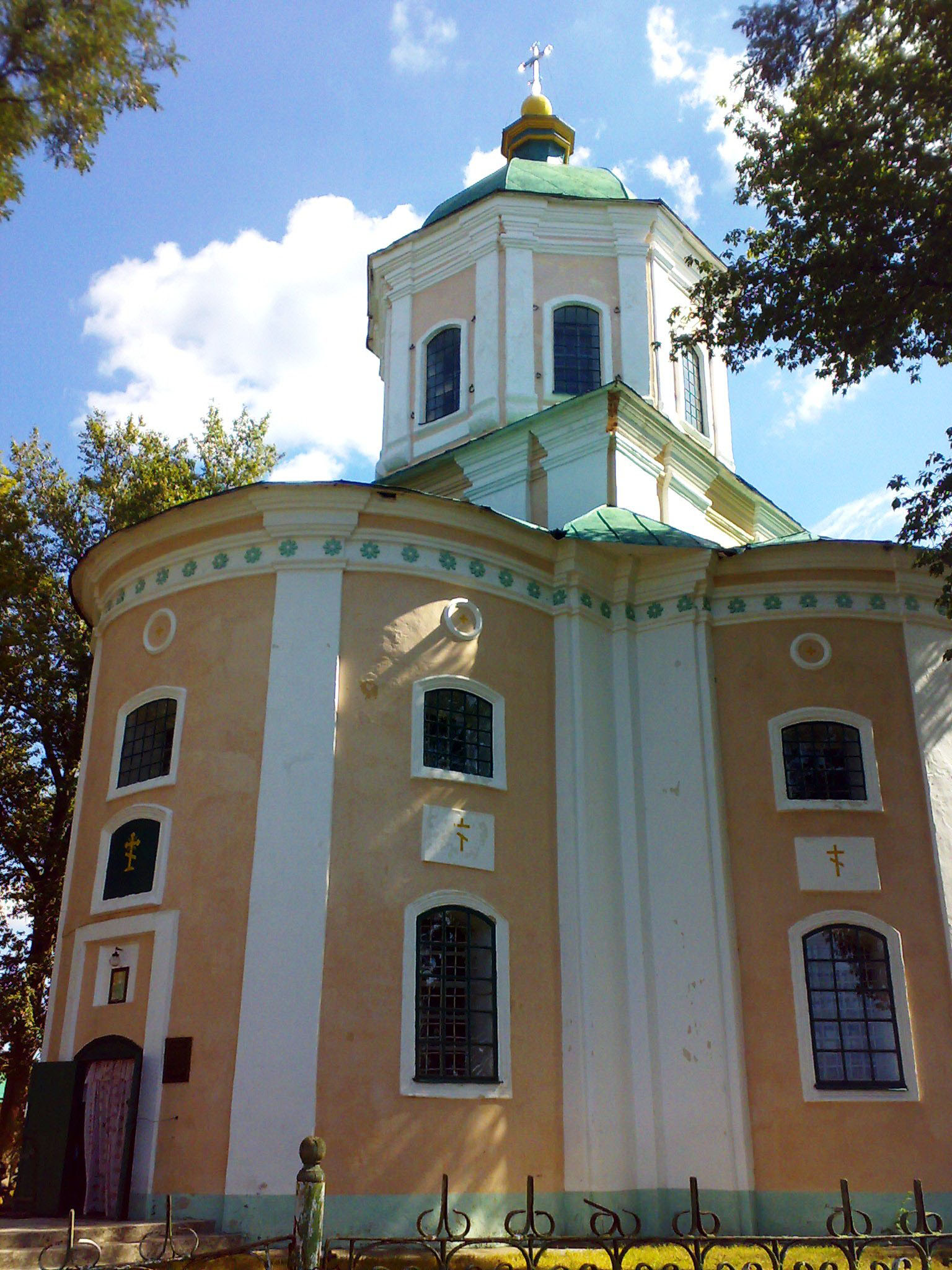
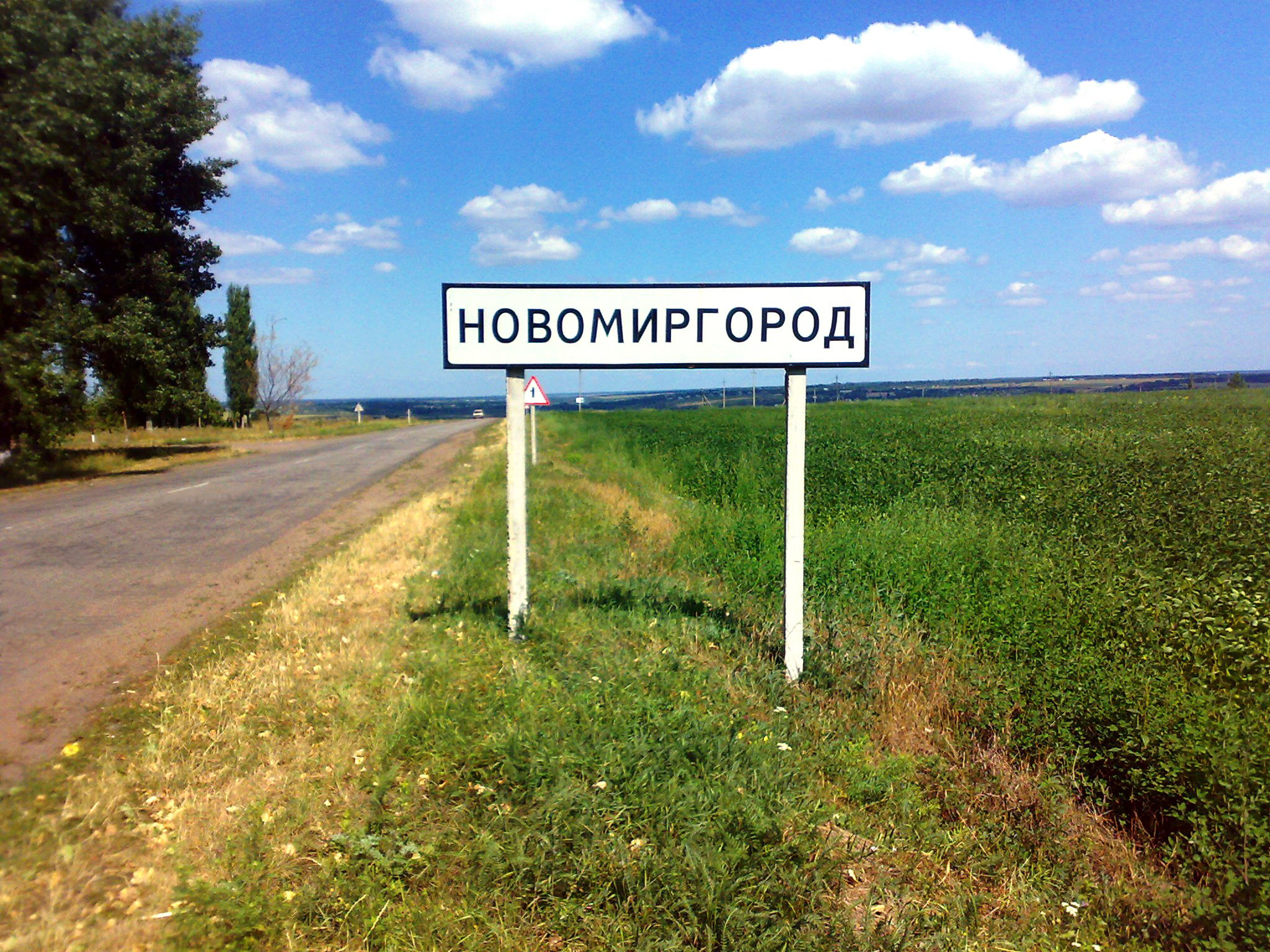
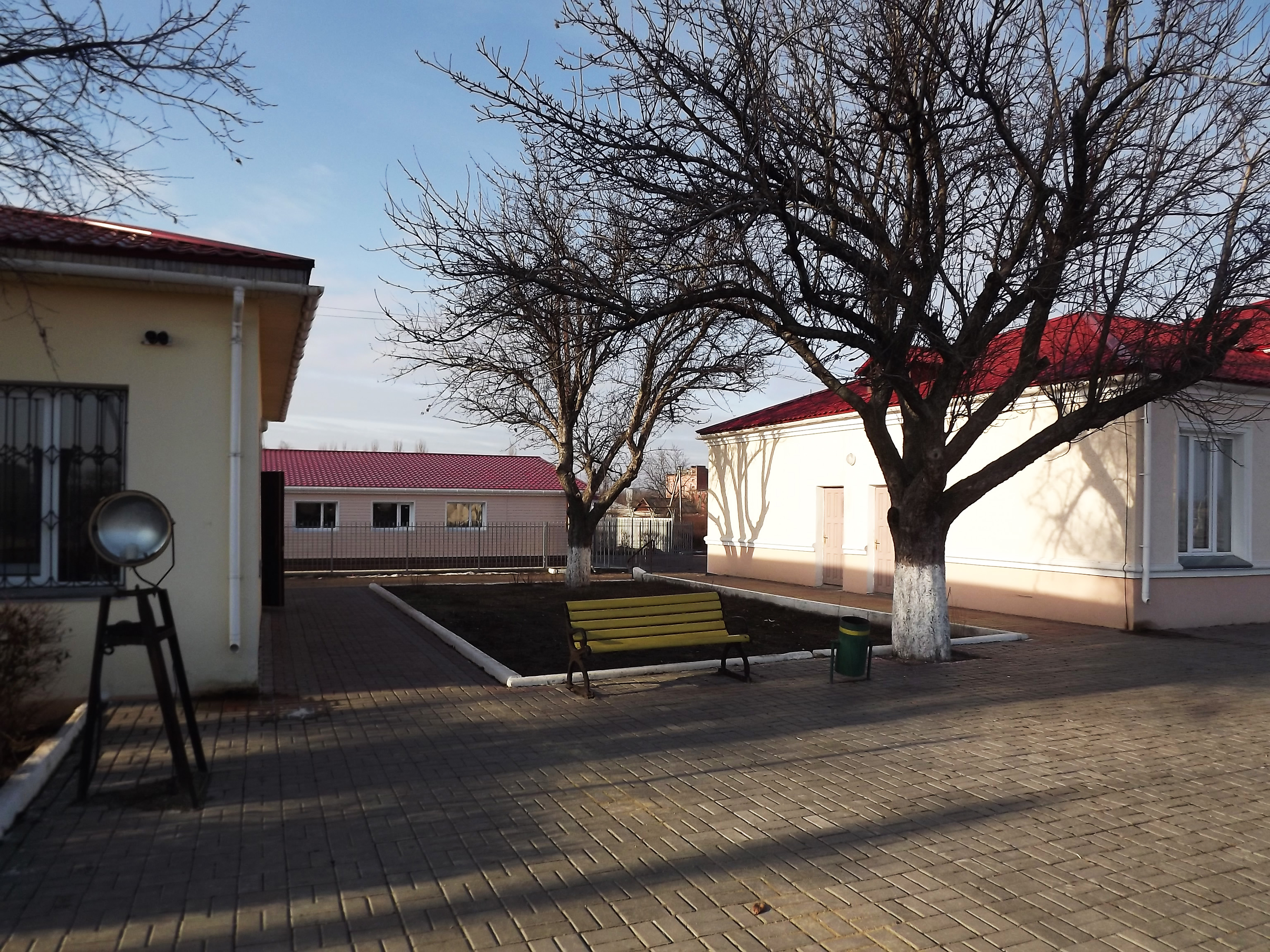
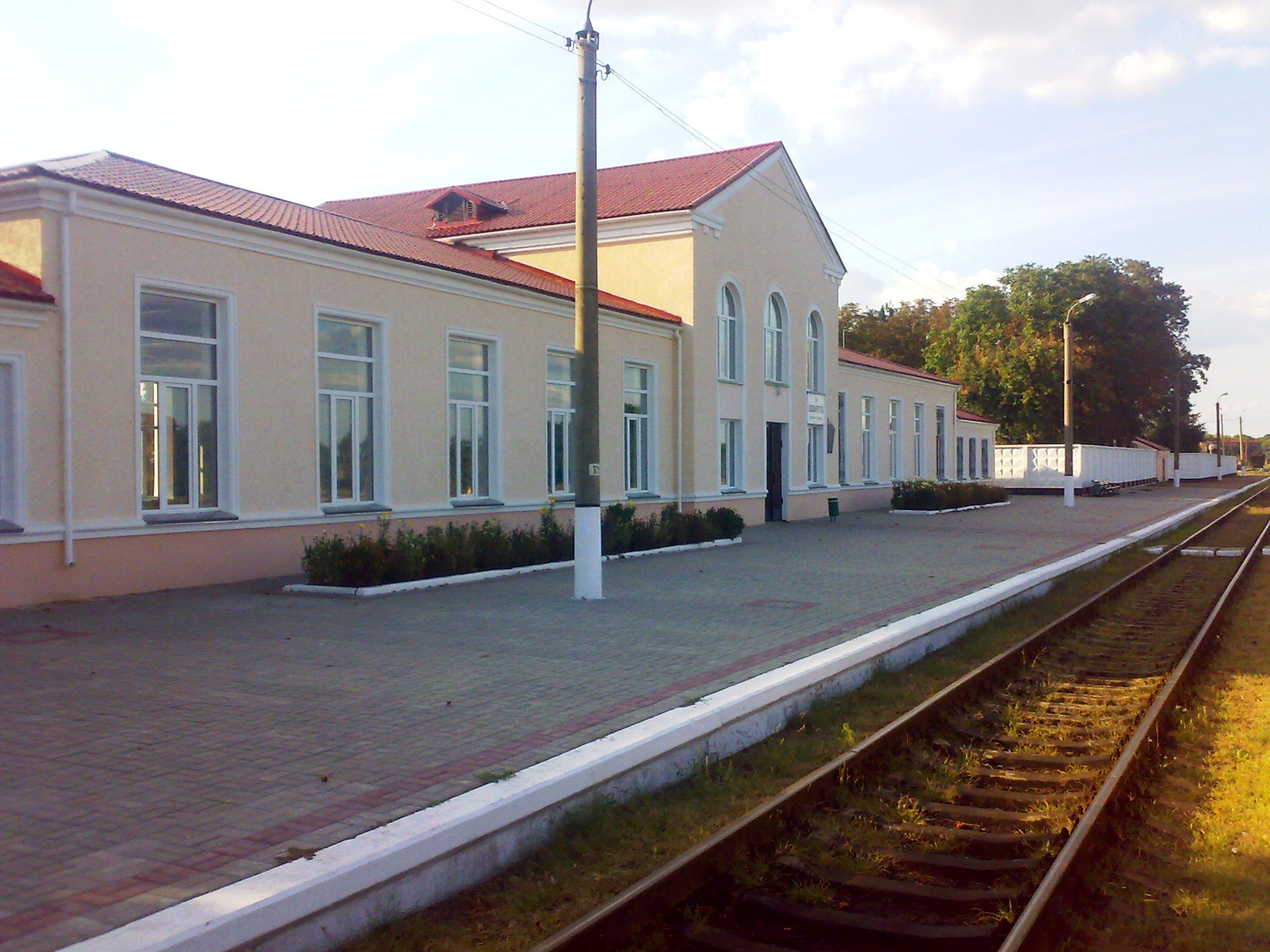

## 友好城市
- 塞爾維亞 斯爾博布蘭